# الكلمات (كتاب)
الكلمات (بالفرنسية: Les Mots) هو كتاب سيرة ذاتية وفلسفية لجان بول سارتر نُشر عام 1964 عن دار غاليمار،ترجمه للعربية خليل صابات وصدر عن دار شرقيات للنشر والتوزيع سنة 1993. يتناول فيه الكاتب طفولته ومراحل تكوينه الفكرية ضمن إطار الفلسفة الوجودية.

## خلفية الكتاب
وُلد سارتر في باريس عام 1905 وتربى في بيت جده لأمه الأستاذ كارل شفايتزر، الذي كان مدرسًا للغات الحديثة ومحبًا للكتب. نشأ في بيئة ثقافية غنية، لكنها تميزت بجو من التمثيل والطقوس المسرحية التي أثرت على شعوره بالغربة والتمرد.كان الجد يمثل الأنا العليا البديلة في حياة سارتر، وتأثر به كثيرًا رغم حدة العلاقة التي تجمع بين الحب والسلطة. كانت المكتبة الضخمة في بيت الجد ملاذًا وساحة لعب فكرية للطفل سارتر.

## القراءة والكتابة: محوري تجربة سارتر الذاتية
يروي الكتاب طفولة سارتر من سن الرابعة حتى الحادية عشرة،.ينقسم النص إلى جزأين متقاربين في الطول هما "القراءة" و"الكتابة". لكن، حسب فيليب لوجون، فإن هذين الجزأين ليسا سوى غلاف خارجي ولا يعكسان تسلسلاً زمنياً دقيقاً للعمل. فهو يرى أن النص ينبغي أن يُقسم إلى خمسة أجزاء أو "فصول" كما يسميها:
1. الفصل الأول يعرض بشكل زمني أصول الطفل العائلية.
2. الفصل الثاني يذكر المسرحيات التي مثلها سارتر بتأثير من والديه، حيث انغمس في عالم خيالي.
3. الفصل الثالث يعبّر عن وعيه بخداعه، وانعدام المعنى، وخوفه من الموت والقبح.
4. الفصل الرابع يعرض تطور خداع جديد يتمثل في اتخاذه مواقف مختلفة ككاتب.
5. الفصل الخامس يتناول جنون سارتر، الذي يعتبره مصدر طاقته، ويشير إلى كتاب ثانٍ كان ينوي كتابته لكنه لم ينجز قبل موته.

هذه الفصول ليست مسرحية فعلية، إذ إن "الكلمات" سرد وليس نصاً مسرحياً، بل هي علامات على مراحل مختلفة من حياة الكاتب.خصص سارتر الجزء الأول من كتابه "الكلمات" للحديث عن تجربته مع القراءة، التي شكلت طريقه لفهم العالم وصناعة ذاته.

## الفلسفة الوجودية في «الكلمات»
يبرز في الكتاب مبدأ الوجودية عند سارتر، حيث الإنسان يصنع ذاته بحرية، ويؤكد على أن "الوجود يسبق الماهية"، ويرفض أي سلطة تحد من حريته.ساهم الكتاب في نشر الفكر الوجودي، خاصة في العالم العربي، بعد ترجمته عام 1964، ورفض سارتر جائزة نوبل للأدب عام 1964، معبراً عن موقفه من السلطة والنظام.يُعتبر كتاب الكلمات من أبرز الأعمال التي تجمع السيرة الذاتية بالفلسفة الوجودية، ويعبر عن تجربة ذاتية وإنسانية لفيلسوف من أهم فلاسفة القرن العشرين.